# Кирьяк, Тудор
Тудор Кирияк (рум. Tudor Chiriac; род. 21 марта 1949, Чучулены, Молдавская ССР, СССР) — молдавский и румынский композитор и музыкальный педагог, доктор наук. С 1995 года живёт в румынских Яссах.

## Биография
Окончил Государственный институт искусств имени Гавриила Музическу в Кишинёве: композиция и музыкальные формы — Соломон Лобель, гармония и оркестровка — Леонид Гуров, полифония — Маргарита Белых. После института стажировался в области композиции и оркестровке под руководством Юрия Александровича Фортунатова, профессора Московской государственной консерватории имени П. И. Чайковского.
Он был профессором теории музыки, сольфеджио, гармонии, анализа музыкальных произведений в музыкальном колледже им. «Штефана Няги», Кишинев (1975—1979), членом колледжа Министерства культуры Республики Молдова по приобретению художественных ценностей (1979—1981), вице-президентом Союза композиторов и музыковедов Республики Молдова (1993), художественный руководитель Национальной филармонии Кишинева (1993—1994).
В 2001—2005 годах он учился в докторантуре в области композиции в Музыкальной академии им. Георге Димы в Клуж.
Творчество Тудора Кирияка, основным принципом которого является целостность в многообразии, складывалось в процессе упорного поиска собственной идентичности. Разнообразие музыкальных жанров, к которым обращается композитор, определяется концепцией музыки румынской анцестральной филиации (классической музыки румынской традиции). Данная формулировка принадлежит автору, точно и честно определяя место его собственного творчества в мировом музыкальном искусстве. В этом отношении приоритетным для композитора является серьёзная музыка и высший румынский музыкальный жанр. Эта концепция впервые появилась в трудах Теодора Бурада и Константина Брэилою, которые утверждали, что румынская музыка будет складываться в собственных высших жанрах, не имеющих ничего общего с немецкой симфонической дисциплиной (C. Brăiloiu, Opere, vol. III, p. 189).

## Основные положения

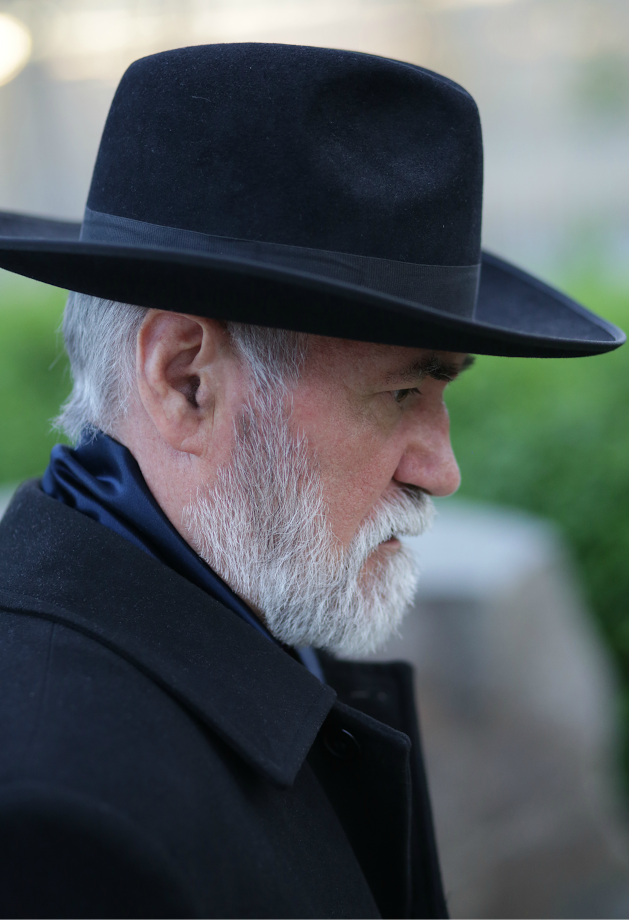

Как художественное явление классической музыки, творчество Тудора Кирияка сообразно с фундаментальными принципами процессуальности музыки как временного искусства, с капитальными законами становления, составляющими философию формы, с принципом определения музыкального жанра в зависимости от этоса и содержания музыки.
«Эти принципы свидетельствуют о музыкальном мышлении высшего порядка, способном создавать здоровую музыку с завершенной драматургией. Без них невозможно существование национальной музыкальной школы как таковой», отмечает Тудор Кирияк.
Становление и деятельность композитора хронологически совпадают с периодом модернизма XX—XXI веков. Современность и самобытность являются определяющими компонентами его творчества. Однако по поводу модернизма этой эпохи Тудор Кирияк замечает: Современный дух музыки состоит не в количестве кластеров и диссонансов, а в том, поднимает ли музыка перед своими современниками какие-либо вопросы.
Музыке Тудора Кирияка, возникшей в период расцвета авангардизма XX века, чужда навязчивость абсолютной новизны. Мелодический язык композитора использует всю хроматическую систему, но никогда не вырождается в мелодическое размывание. Вместе с тем, многоголосию его произведений категорически чуждо гармоническое размывание. В этом смысле, интересующиеся статистикой могут обнаружить, что одна только Молодецкая песнь (Cântec de voinicie) из кантаты-концерта От Тираса до Тисы (De la Tiras pân’ la Tissa) состоит из 108 кластеров. В его музыке проводится различие между комплексным характером оркестровых фактур с «эффектом глобальности» и агломерацией звуковых текстур с «эффектом настройки оркестра» перед началом концерта. Таким образом проводится различие не обязательно между музыкой и не-музыкой, а, разумеется, между музыкальным искусством и явлением, отличным от этого.

## Творчество
В 1995 году, Тудор Кирияк был приглашен в качестве профессора оркестровки в Национальный университет искусств им. Джордже Энеску в Яссах. Обосновавшись в Румынии, и будучи перфекционистом, автор вернулся к большинству своих произведений предыдущего периода с намерением синхронизироваться с румынской школой композиции, а также внести свой вклад в повышение её ценности.
Для композитора Тудора Кирияка искусство звуков — это форма коммуникации фундаментальных экзистенциальных идей, а не просто возможность порассуждать о «неологизмах» и о внутренней структуре музыкальной композиции. Как преподаватель не только в искусстве композиции, но и в её науке, он пишет исследование Семантика музыки — фундаментальные принципы, в котором прослеживается глубоко оправданная мотивация, подтолкнувшая автора изложить семантические коды некоторых своих произведений.
Эти коды — семантические условности — подобны небольшим пояснительным программам, облегчающим доступ к идейному уровню его произведений. Это беспрецедентный случай в истории мировой музыки, когда композитор оставляет свидетельство о своих творческих намерениях и концепциях, принципиально теоретизируя свой смелый, даже необычный жест. Когда Ион Гажим, определяя профиль Тудора Кирияка, сказал «особняком-стоящий композитор», он учел и эту деталь. , он также сделал это заявление принципа.

## Главные работы
- Поклонение — хоровой цикл. Оценка в рукописи. Радиозапись — 1974 г.
- Струнный квартет no. 1, напечатано в издательстве Literatura Artistică, Кишинев, 1983 г. Радио запись — 1975 г.
- Концертная симфония — для скрипки и большого симфонического оркестра. Оценка в рукописи. Премьера — 20 ноября 1976 года, дирижёр Альфред Герефельд, солист Ефим Пастух. Выступал в Одессе, Москве, Ялте.
- Пядь земли[1] — симфоническая поэма для большого симфонического оркестра. Премьера — 16 мая 1979 года, на V съезде Союза композиторов Молдовы. Отпечатано в издательстве Hiperion, Кишинев, 1983. Выступал в Москве, Ташкенте, Петербурге. Радио запись — 1980 г.
- Свети, солнце, свети! — исполняется для детского хора и малого симфонического оркестра. Слова: Григоре Виеру. Премьера — 26 декабря 1978 г., во время смотра творчества молодых композиторов, 3-е издание, дирижёр Тимофей Гуртовой. Радио запись, дирижёр Анатолий Кафтанат. Оценка в рукописи. Редукция для детского хора и фортепиано, напечатанная в издательстве Literatura Artistică, Кишинев, 1980 г., в антологии Să crești mare . Выступал в Кишиневе и Горьком. Дискографическая запись дисков Мелодия дин Москвы, дирижёр Александр Самойла — 1978
- Divertimento solenne — для большого симфонического оркестра и хора, написанный по случаю открытия Театра оперы и балета в Кишиневе. Слова: Григоре Виеру. Премьера — апрель 1980 года. Дирижёр Александр Самойла. Оценка в рукописи. Радиозапись — 1981 г.
- Баллада — для ансамбля виолончелистов и фортепиано. Премьера — 21 декабря 1982 года. Отпечатано в издательстве Literatura Artistică, Кишинев, 1984 г., в антологии Pe aripi de melodii . Радио запись — 1981 г.
- Легенда о Жаворонке[2] — концертно-концертная симфония для рассказчика и большого симфонического оркестра. Оценка в рукописи. Также исполняет Куйбашев — 1985
- При смерти Штефана Водэ — хоровые вариации на тему анонимного композитора. Оценка в рукописи. Радиозапись — 1987 г.
- Doinatoriu Opus Sacrum Dacicum[3] — для солиста / исполнителя, хора, органа, флейты и вибрафона. Слова: Григоре Виеру, Николае Дабижа, Михай Эминеску . Оценка в рукописи. Радиозапись — 1989 г.
- Литания для бдения — для контральто, хора, флейты и вибрафон. Слова: Григоре Виеру
- Из песен моего детства — вокальный цикл для певца с оркестром. Слова: Григоре Виеру
- Деревенская фантазия — для скрипки и фортепиано
- Dacofonia no. 1 — для свирели, бубна, тараго, скрипки и большого симфонического оркестра. Партитура редактируется в рукописи. Радиозапись — 1998 г.
- Оркестровые игры - партитура. Дискографическая запись ADM Studio, Кишинев — 2000
- Тананика — пьеса для оркестра
- Бессарабская полька — пьеса для оркестра
- Dacofonia no. 2 — для рассказчика и большого симфонического оркестра
- У ворот Сармисегетузы — стихотворение для большого симфонического оркестра и смешанного хора
- Карпатские отголоски — концерт для трубы, дополнительной скрипки и оркестра (по народным причинам). Партитура отредактирована в рукописи — 2008 г.
- От Тираса до Тиссы — песенный концерт для смешанного хора, сопрано и аккордовой группы
- Через Волосены — деревенская фантазия для малого симфонического оркестра
- Через Волосены — вариант для камерного оркестра
- Carmina Daciae — музыкальная сказка для рассказчика, солистов, детского хора и малого симфонического оркестра. Слова: Григоре Виеру, короткая проза: Спиридон Вангели, другие тексты, другая короткая проза и смысловой комментарий: Тудор Кирьяк[4]
- Кодреняска — джазовая пьеса для фортепиано и ударных
- Кишинев — Париж — вальс для большого симфонического оркестра
- Voiniceasca de la Regidava — стихотворение для большого симфонического оркестра
- Карпаты! . Гимн 2018 года , для смешанного хора, церковного органа и большого симфонического оркестра. Ноты и радиозаписи — 2018.
- Ритуал исцеления — Поэма для солиста/рассказчика, ансамбля ударных инструментов и большого симфонического оркестра
- Музыка из кинофильмов
- Музыка к спектаклям драматического театра
- Музыка для мультфильмов
- Хоровые обработки

## Избранные произведения
- Миорица[5] — поэма для голоса, органа, колоколов и магнитной ленты. Отобрана Международной трибуной композиторов при ЮНЕСКО в числе лучших десяти произведений 1986 года. По этому случаю,17 декабря 1987 года Ассоциация Франция-СССР организовала в Париже творческий вечер композитора.

## Научные исследования
- Румынская музыка анцестральной филиации. Фундаментальные принципы композиции и целостного анализа музыки (Издательство Artes, Яссы, 2006)
- Теория инструментов и оркестровка
- Семантика музыки. Основные принципы (Издательство Artes, Яссы, 2014)

## Сферы компетенций

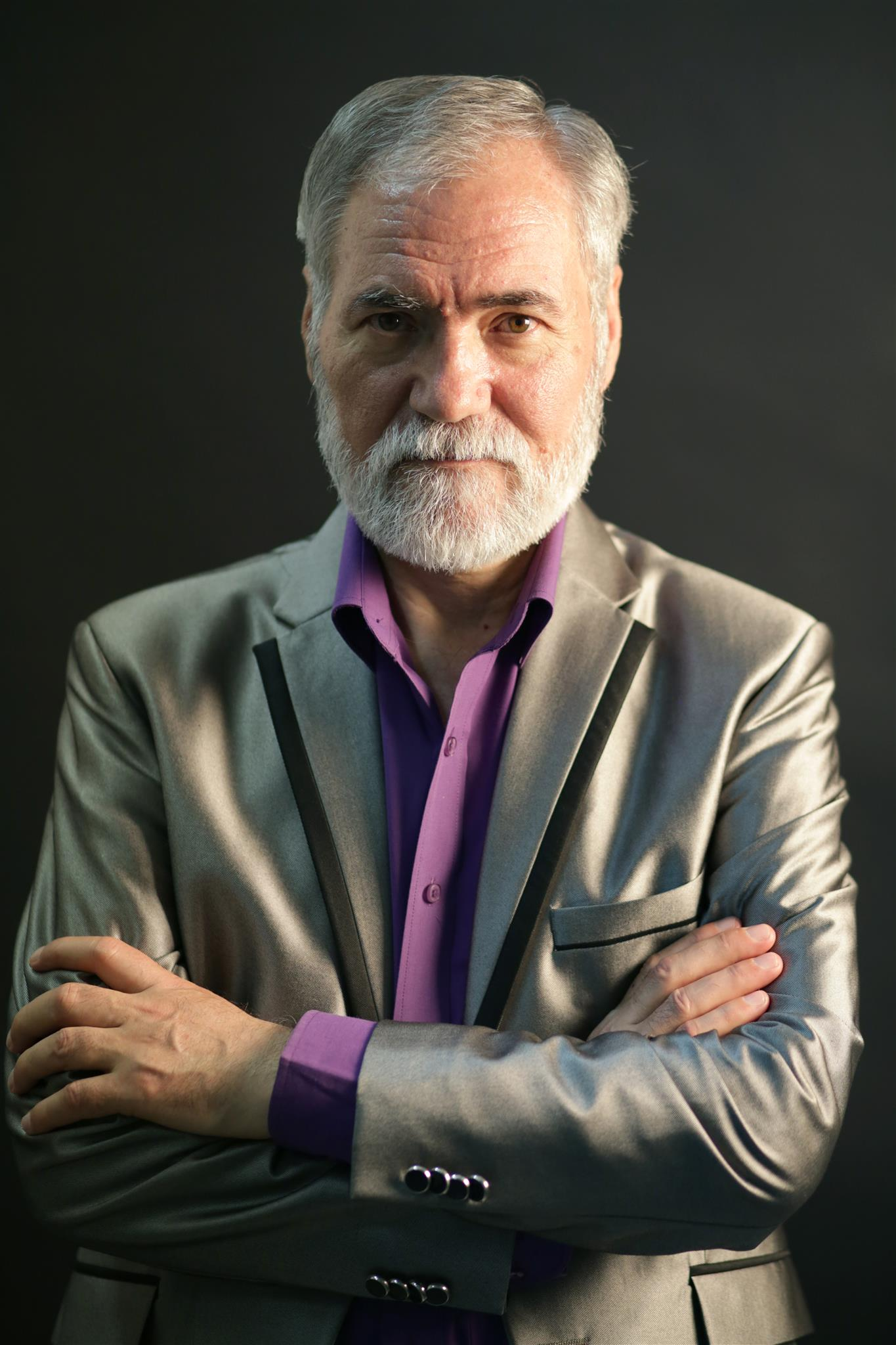

- Румынская музыка анцестральной филиации
- Теория инструментов и оркестровка
- Композиция
- Целостный анализ музыки
- Гармония
- Музыкальные аранжировки
- Теория музыкального содержания

## Награды, звания
- Премия Министерства образования Республики Молдова за струнный квартет № 1 — (1976)
- Молодёжная премия «Борис Главан» Республики Молдова за стихотворение «У подножия травы» (1979)
- Государственная премия Республики Молдова за поэму «Миорица» (1988)
- Мастер искусств Республики Молдова, за особый вклад в популяризацию национальной музыки (1994)
- Золотая медаль Euroinvent, за концерт-кантату От Тираса до Тиссы (2013)
- Золотая медаль Euroinvent за музыкальную сказку Carmina Daciae (2017)
- Национальная премия Республики Молдова (23 августа 2017 года, Правительство Молдавии)[6].
- Euroinvent диплом передового опыта, для Voiniceasca от Regidava (2018)
- член Союза композиторов и музыковедов Республики Молдова
- член Союза композиторов и музыковедов Румынии

## Семантические коды
- Dacofonia no. 1. Первоначально задуманная для саундтрека к шоу Думитру Матковски «Свинг-песня для дедушек и бабушек», на музыку Дакофонии № 1 поднимает вопрос о представлениях румын о жизни, смерти и вечности.

Дакофония – высший музыкальный жанр, относящийся к серьезной (/академической) музыке румынской анцестральной филиации, эквивалентный жанрy известной симфонии, сходный с ней качеством присущих ему трансформационных процессов и ценностью музыкального мышления, которое его генерирует. Это высший жанр, не соотносящийся с каким-либо отдельным музыкальным жанром, но способный их в себя вместить. В действительности, дакофония представляет собой воплощение идеи музыкального звучания sui generis этого центрально-европейского этоса и земли.
- Dacofonia no. 2 основан на известной популярной теме — Чокарлия. В дакофонии аист должен быть символом художника; отсюда его музыкальная концепция, которую можно музыкально сформулировать как выражение самоопределения художника как творческой личности.
- Деревенская фантастика « Через Волошен» началась (задумана) в 17 лет. С непосредственностью того возраста она воплощает галопом по долине под названием Волошень. В мемуарах Крянгэ Тюдор Кирьяк пишет: «Вторичная тема раскрывается рогами, как рога, и несет в себе неприкрытый пантеизм, который, я думаю, подошел бы всем долинам Румынии, в том числе — в Волошенах — самой красивой долине, где я тоже вырос, чувствуя себя счастливым, свободным перед Богом».
- Codreneasca — джазовое произведение, но с сильной приверженностью румынской музыке — представляет музыкальный образ карпатских лесов. Однако за пределами живописного пейзажа скрывается человек со своими чувствами: радости румынского посреди природы, отправляющиеся на отдых в горы, с огненным шаром и блондином с волосами, подобными луне, — как великий поэт. Бессарабии написал бы.
- От Тираса до Тиссы есть музыкальная концепция, которая нацелена на нашу жизнь: любовь в современной румынской среде, разделение двоих (в поисках средств для выживания), их воссоединение, создание семьи и рождение ребёнка, который обеспечивает их жизнь. преемственность в вечность.
- «На смерть Штефана Водэ» — хоровые вариации на тему анонимного композитора — это песня, которую в Бессарабии в 1970—1980-х годах пели в кругах за национальное возрождение. Имя автора песни пока неизвестно; можно только догадываться, что он мог быть певцом и автором песен из «Пламенной столовой» прошлых лет.
- У ворот Сармисегетузы есть музыкальное послание, отсылающее к румынскому духу песни храбрости. Работа вдохновлена событиями Великого народного собрания (1989 г.), где бессарабцы заявили о своем праве на самобытность. Музыка представляет собой синтез румынского хора и европейского марша, в котором хор представляет толпу на празднике, а марш синхронизирует её.
- Всенощная ектения . Лирика была написана Григоре Виеру в ночь перехода к вечным песням его Матери — Евдохии — которые поэт увековечил в тревожных стихах. В ектении повторяются звуки ... слова ... страдание настолько велико, что тот, кто носит его, не может выразить его связными предложениями. Литания всенощного бдения задумана как интересное произведение для слушателя, приобщенного к звуковому искусству, и в то же время доступное для неосведомленных. Фактически, для творения Тюдора Кирьяка эта норма постоянна.
- Carpathian Echoes — концерт для трубы, дополнительной скрипки и оркестра. Его музыкальные образы напоминают горную жизнь со свежестью свежего елового воздуха, запахом свежего теплого молока, вкусом сладких джиннов и т. Д. В своей музыкальной концепции произведение воплощает в себе карпатскую вселенную, пантеистическую атмосферу и тоски, которые происходят там каждую ночь.
- Поэма «Миориня» поднимает вопрос об уничтожении соседа путем умышленного убийства (советовали /… / убить его). Помимо любых других аксиологических данных популярной баллады, эта концепция всегда будет оставаться актуальной, поскольку она нацелена на каждого из нас — и как возможную жертву, и как возможного убийцу.
- Carmina Daciae (История Кодридавы) — музыкальная сказка на стихи Григоре Виеру и короткой прозы Спиридона Вангели. Помимо собственно музыкально-художественного общения, Carmina Daciae также преследует цель. Созданный по мотивам семантики музыки, он призван обосновать теоретические принципы этого исследования и степень их применимости в искусстве и науке композиции.
- Doinatoriu - Opus Sacrum Dacicum задуман как ритуал памяти героев и мучеников на обоих берегах Прута. Произведение повторяет — в специфической музыкальной форме — конструктивную концепцию великих дакийских святилищ, задуманную в форме концентрических кругов. Эта конструкция соответствует концепции бесконечности Эминеску: Бесконечность — это круг с центром всюду и нигде краями. Doinatoriu — Opus Sacrum Dacicum стремится к глубокому синтезу музыки и поэзии, человеческого и божественного, времени и вечности.

Дойнатория – высший музыкальный жанр, относящийся к серьезной музыке румынской анцестральной филиации, основанный и сложенный из архетипических черт дойны – эмблематической песни румынского народа.
Примечание: если в румынской жанровой иерархии дойна занимает главенствующую позицию, то дойнатория, которую она наделила сутью, является музыкальным жанром и формой с неограниченным семантическим потенциалом и большими формообразующими возможностями.

- «Мы живем на этой земле» изначально был задуман для саундтрека к шоу «Хория» по мотивам одноимённой песни Иона Друцэ. В ответ на стремление бессарабцев к выживанию он любим всей Бессарабией, для которой он стал хитом — символом её выживания с течением времени.
- Кишинев-Париж . В традициях всех народов танец — это возможность сблизить тела двоих. Произведение — отрывок из этого вечного «Вальса мира». Музыка излучает свет, красоту, величие, нежность, даря ощущение благополучия.
- Voiniceasca из Регидавы . Самобытность и современность, синтез хора и марша, тоничность и заряд энергии, праздничная атмосфера. Из таких звуковых данных рождается глубоко позитивное экзистенциальное видение, созидающее душу. В произведении собраны необходимые и достаточные данные, чтобы его можно было считать новым музыкальным жанром в пейзаже европейской и универсальной культовой музыки.

Войничаска – симфонический музыкальный жанр, относящийся к серьезной музыке румынской анцестральной филиации; жанр, основанный и сложенный из архетипических черт двух музыкальных жанров – хоры и марша, которые сосуществовали на протяжении веков в румынском (центрально-европейском) пространстве, слившись теперь в органический синтез.
- Румынская музыка наследственного происхождения — научное исследование, которое ставит новое уравнение трех неизвестных : румынскую музыку, европейскую музыку и универсальную музыку. Впервые в музыковедческой цепи представлены фразы и категории, такие как Искусство профессионалов румынской устной традиции, румынская музыка с органической сущностью, музыкальный классицизм румынской традиции и т. Д.

В иерархии общечеловеческих ценностей творчество Тудора Кириака призвано утвердить модель серьезной музыки, возникшей в самом центре Европы, где темперированная система Баха чувствует себя как дома. Разумеется, в рамках этой системы автор оперирует абсолютно личным алгоритмом, генерирующим музыкальные творения подлинной оригинальности.
В современном музыкальном искусстве Тудок Кирияк проповедует культ красоты и эстетику естественного. Его произведения исполнялись в Молдове, Румынии, Одессе, Ташкенте, Горьком, Ленинграде, Москве, Куйбышеве, Риге, а также на Международных пленумах и съездах композиторов бывшего СССР, где они были по достоинству оценены как меломанами, так и профессиональной элитой.